# Xanthoparmelia oleosa
Xanthoparmelia oleosa är en lavart som först beskrevs av Elix & P. M. Armstr., och fick sitt nu gällande namn av Elix & T. H. Nash. Xanthoparmelia oleosa ingår i släktet Xanthoparmelia och familjen Parmeliaceae.   Inga underarter finns listade i Catalogue of Life.